# Дашкенд
Дашушен (вірм. Դաշըւշեն), Дашкенд азерб. Daşkənd) — село в Аскеранському районі, Нагірно-Карабаська Республіка. Село розташоване за декілька кілометрів на схід від Степанакерта, біля сіл Красні та Шош.

## Пам'ятки
В селі розташована церква Сурб Аствацацін (1843 р.), кладовище 19 ст., міст 19 ст. та джерело 1898 р.